# Соул
Соул (від англ. soul — «душа») — найбільш емоційно-почуттєвий, «душевний» напрямок популярної музики чорношкірих мешканців США (ритм-енд-блюзу), що склалося в південних штатах США в кінці 1950-х років під впливом традиції джазової вокальної імпровізації та спірічуелів.

## Історія

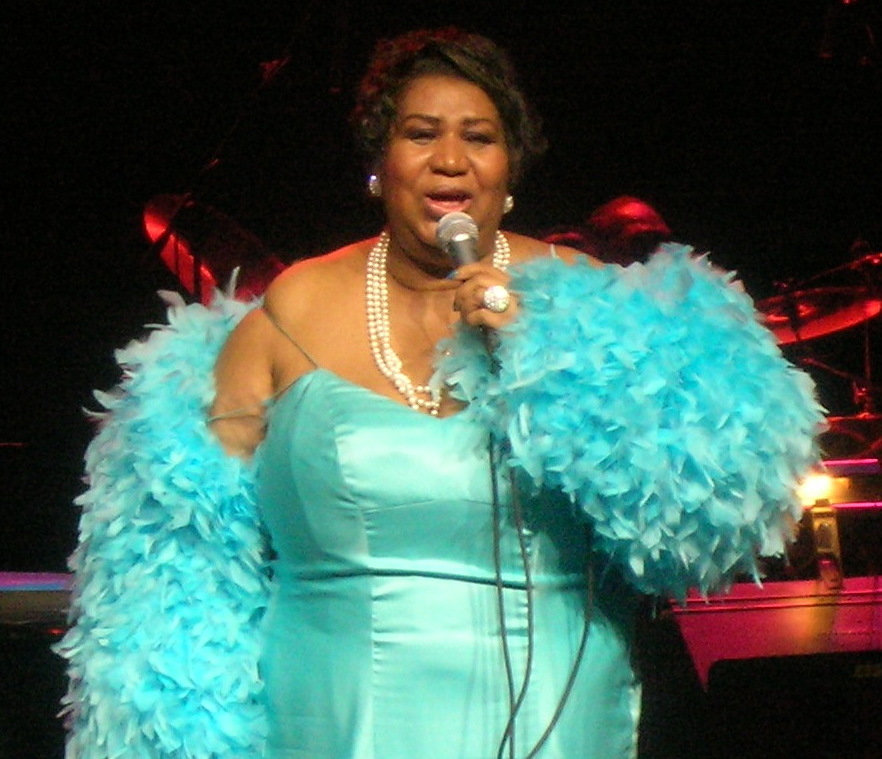
Арета Франклін

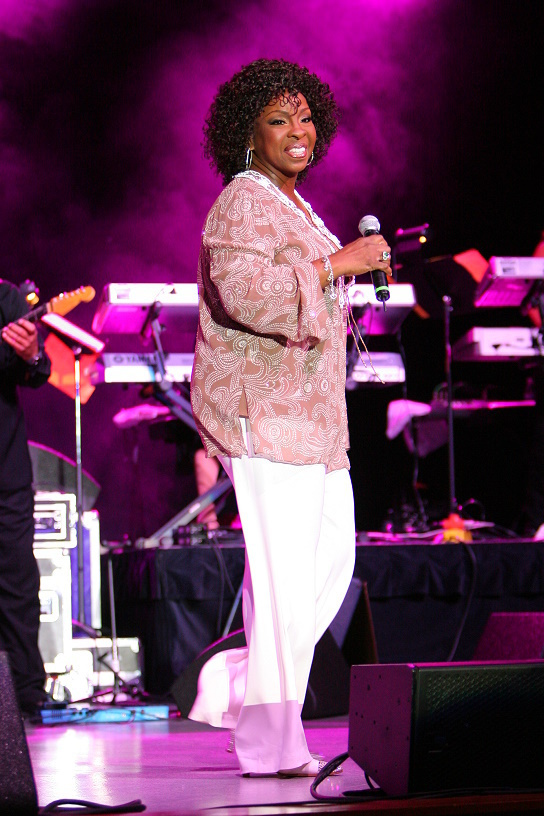
Гледіс Найт

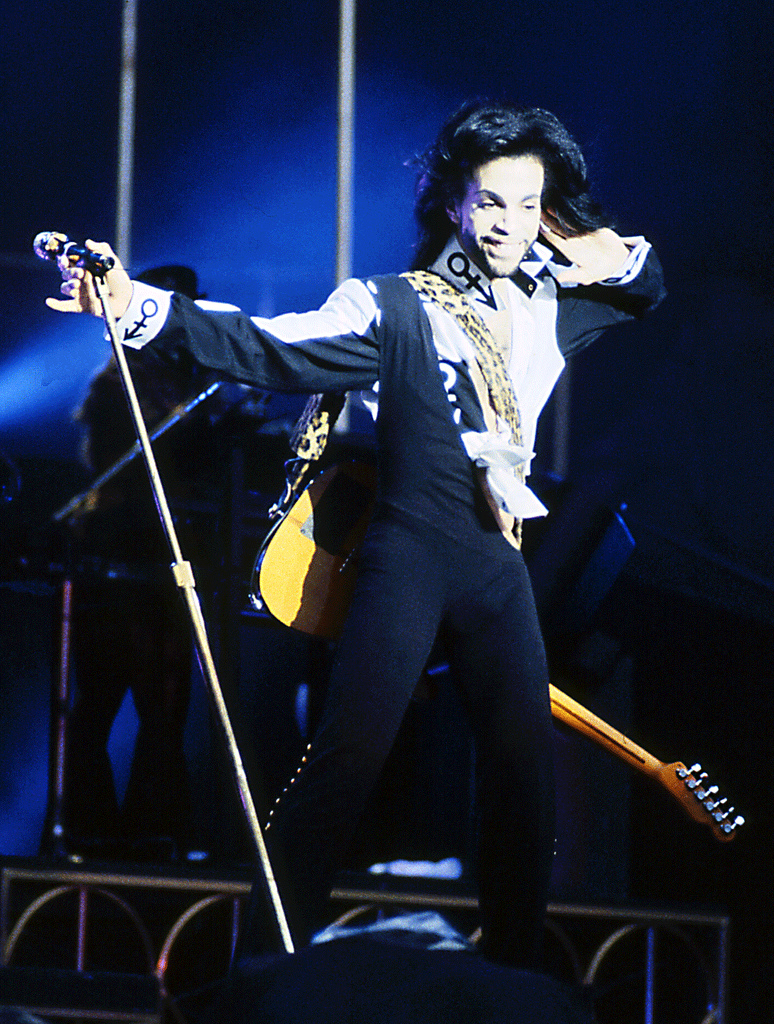
Прінс

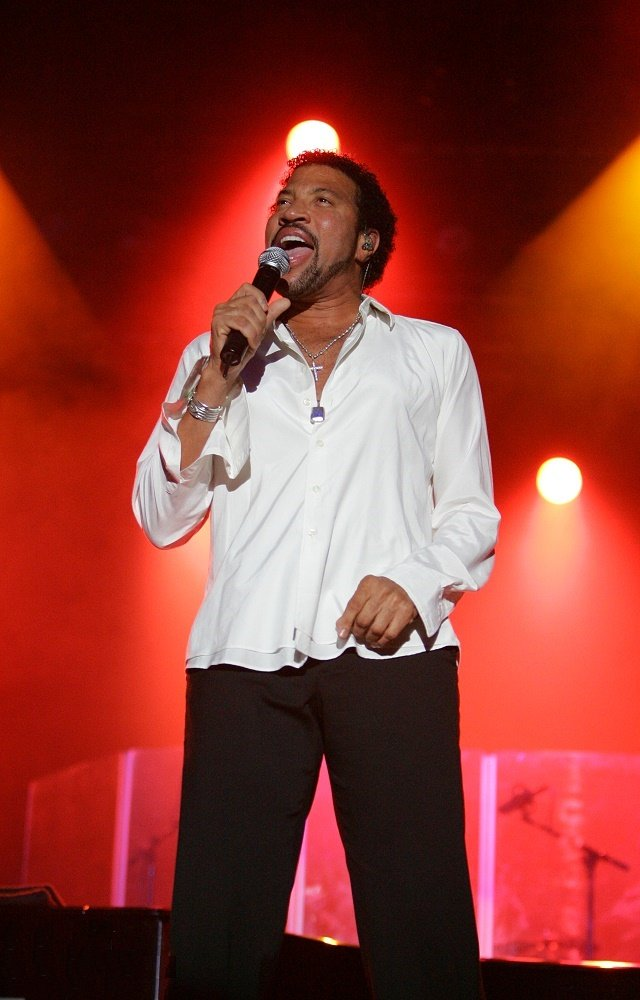
Лайонел Річі

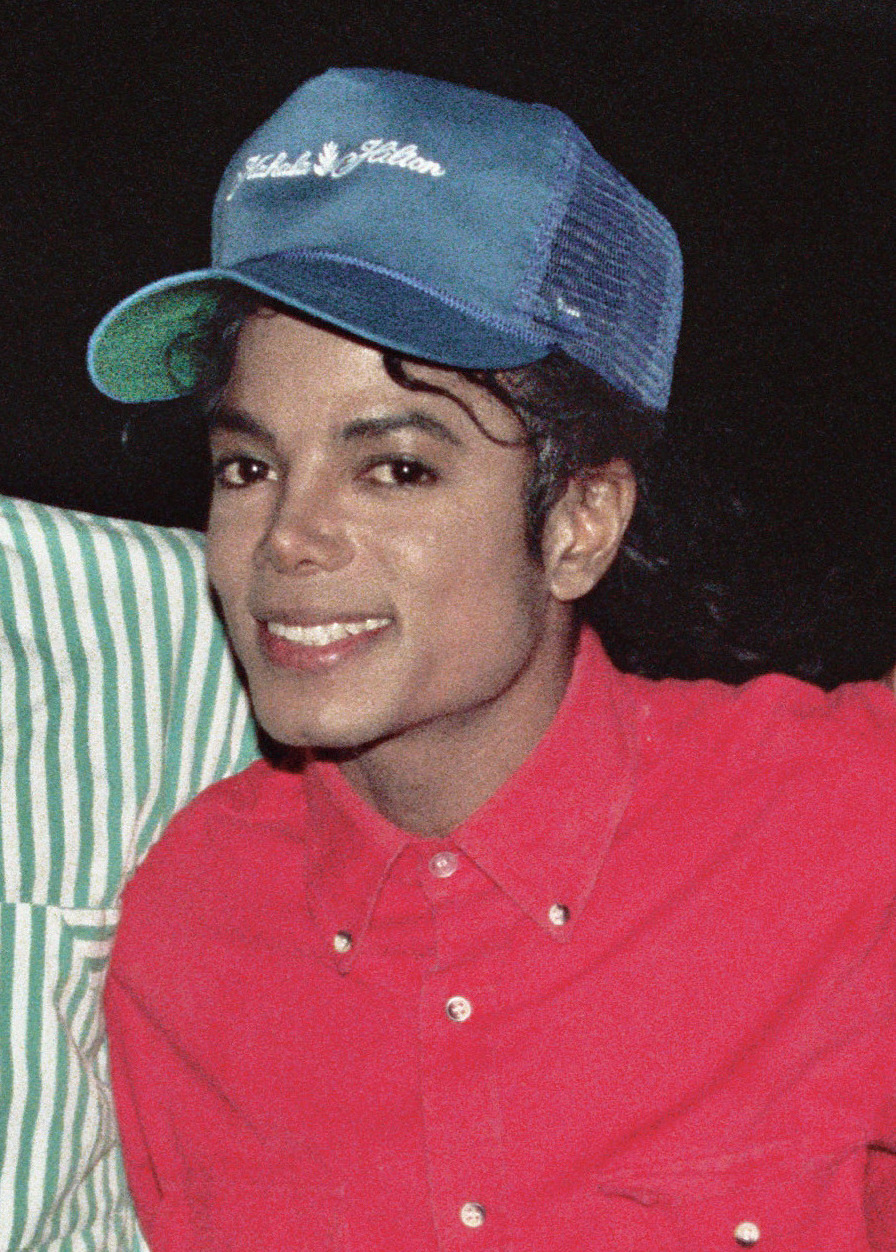
Майкл Джексон

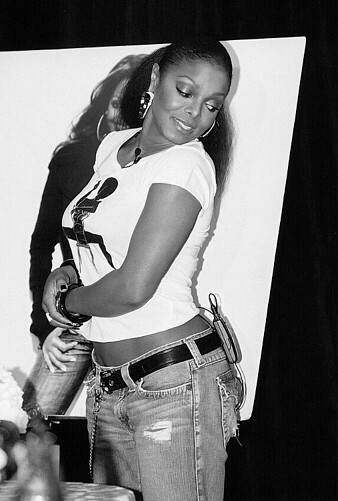
Джанет Джексон

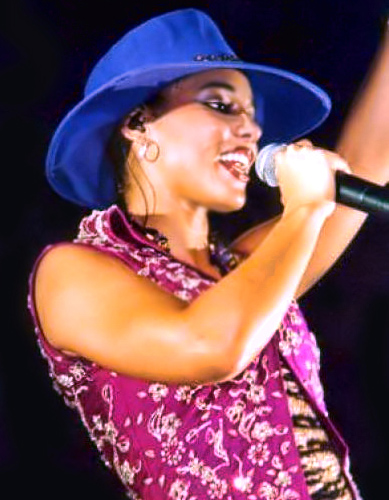
Аліша Кіз

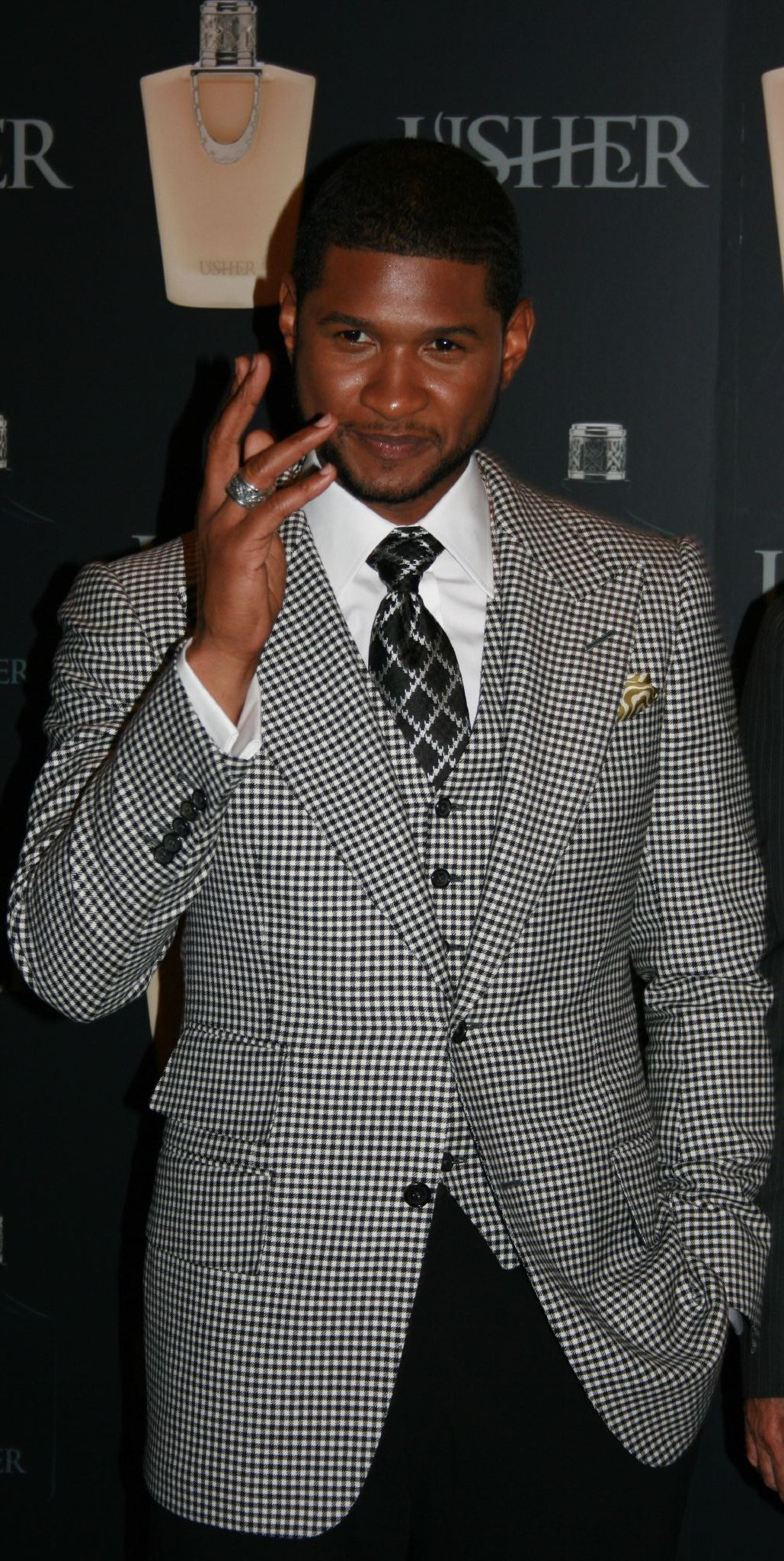
Ашер

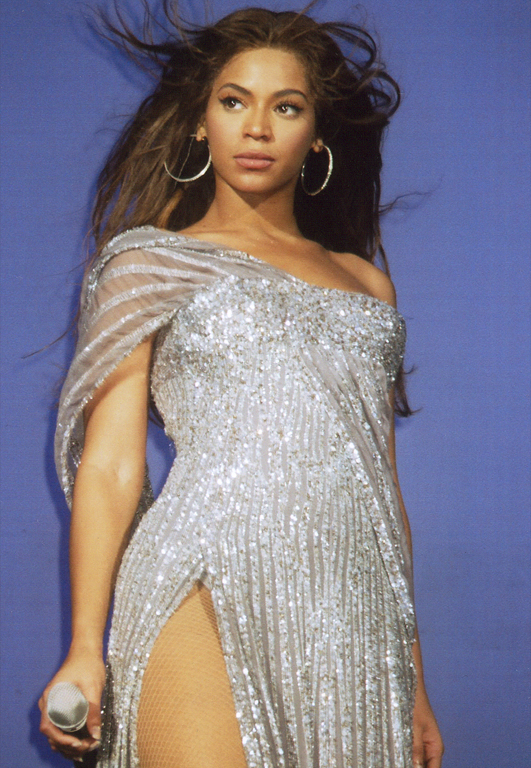
Бейонсе

Ріанна

Музичні критики вважають найбільш раннім зразком соулу «I've Got a Woman» — пісню, записану 18 листопада 1954 року в Атланті Реєм Чарльзом. Інші найважливіші записи раннього соулу — «Please Please Please» Джеймса Брауна (1957) і «Georgia on My Mind» Рея Чарльза (1960).
У 1960-х роках соул стає найбільш популярним напрямком негритянської музики. Пов'язано це було з боротьбою афроамериканців за свої права: такі ключові записи, як «A Change Is Gonna Come» мали як символічно-біблійне, так і актуально-політичне звучання. Найяскравіші представники південного соулу шістдесятих — Сем Кук, Арета Франклін, Отіс Реддінг і Джеймс Браун — були залучені в громадський рух, на чолі якого стояв Мартін Лютер Кінг.
У більш комерційно орієнтованому Соулі шістдесятих розрізняють кілька напрямів, найважливіші з яких — так званий «Мемфісу» Booker T. & the MG's, Ел Грін і «Детройтський» соул (Стіві Уандер, Марвін Гей). Основними ідеологами детройтського соулу, розрахованого не тільки на чорношкіру, а й на білу аудиторію північних штатів США, були Беррі Горді і Смокі Робінсон — президент і віце-президент могутнього лейблу Motown Records.
Експериментальний підхід до соул-музиці середини 1960-х представляє продюсер Філ Спектор, який залучав до участі у своїх амбітних проектах «соул-симфоній» не тільки чорношкірих (Тіна Тернер), але і білих музикантів (дует The Righteous Brothers).
У сімдесяті роки соул почасти поступається популярність танцювального напрямку в ритм-енд-блюзі — фанку. Найбільш популярний у ті роки був м'який «філадельфійський» соул, якого від класичного соулу відрізняють ускладнені, соковиті аранжування і введення елементів фанку. У ці роки до музики соул зверталися і багато білих музикантів європейського походження: Ван Моррісон, Елтон Джон і Девід Боуї — соул в їх виконанні американці іронічно називають «блакитнооким».
Починаючи з початку 1980-х (творчість Прінса) соул переживає новий підйом, ставши поряд з фанком одним з основних комерційних стандартів оновленого ритм-енд-блюзу. В кінці 1990-х, коли відродився інтерес до класичного соулу, виникло ретроспективне напрям «неосоулу» (Лорін Хілл, Еріка Баду, Аліша Кіз, Джон Ледженд).
На півночі США, в Детройті, виникло комерційне напрям соулу — так званий «мотаун», наречений на ім'я лейблу Motown, який випускав легкі і ритмічні композиції у виконанні Смокі Робінсона, Дайани Росс, Стіві Уандера і Марвіна Гея. Одну з найяскравіших сторінок в історію ритм-енд-блюзу вписав продюсер Філ Спектор, який на початку 1960-х винайшов революційну техніку студійного запису, що отримала назву «стіна звуку», і застосовував її, працюючи з вокалісткою Тіною Тернер («River Deep Mountain High») і дуетом The Righteous Brothers («You've Lost That Lovin 'Feelin'»).
Незважаючи на те, що вона вимагала нечуваних раніше витрат часу і коштів, запропонована Спектором техніка вийшла далеко за межі ритм-енд-блюзу, зокрема, була застосована їм при записі останніх альбомів The Beatles і перших сольних дисків колишніх учасників цього колективу.
Тим часом протягом 1970-х продовжувався розвиток соулу, який подібно фанку поступово перестає бути музикою чорношкірих. The Righteous Brothers відкрили дорогу до соулу для безлічі білих виконавців, в першу чергу, британських: Дасті Спрінгфілд, Вана Моррісона, Джо Кокера. Гранично розмита грань між ритм-енд-блюзом та рок-музикою в ранній творчості Елтона Джона і в деяких записах Девіда Боуї. У США виконуваний білими ритм-енд-блюз (зокрема, британський) іронічно іменують «блакитнооким соулом».
Більш класичний напрям в ритм-енд-блюзі представляли талановиті вокалісти Ел Грін, Лу Роулз, Дайон Уорік, Роберта Флек і Наталі Коул, тоді як дві головні зірки лейбла Motown — Стіві Уандер і Марвін Гей — домоглися значної творчої самостійності і випустили в середині 1970-х ряд експериментальних альбомів, які сміли всі існуючі раніше художні та цензурні заборони і умовності, відкриваючи сучасний період в історії ритм-енд-блюзу.

### Оновлений соул
Найкращі комерційно успішні ритм-енд-блюзові виконавці середини 1980-х — Лайонел Річі та Вітні Г'юстон — прославилися завдяки романтичним баладам, записаним настільки продумано і бездоганно, що це справляє враження деякої емоційної вихолощеності. Незважаючи на сильний і задушевний вокал, у їхніх записах відбувається відмова від сирих, безпосередніх переживань, на яких була заснована класична школа соулу, на користь витонченої рафінованості. Майкл Джексон і Джордж Майкл роблять ставку не стільки на осучаснений соул, скільки на досить агресивний, комерційно орієнтований різновид фанку. Для позначення всіх цих комерційних напрямків ритм-енд-блюзу в США був придуманий дуже розпливчастий термін «urban contemporary», або просто «urban».
Найбільшим майстром оновленого ритм-енд-блюзу 1980-х, який із кожним новим альбомом відкривав (і продовжує відкривати) нові шляхи його розвитку, став Прінс. У його творчості принципово експериментальний підхід гармонійно уживається із граничною емоційністю і пошуком нових способів виразності.
В 1980-і роки, із відходом у минуле швидкоплинної епохи диско, термін «ритм-енд-блюз» знову опиняється затребуваним за межами США, цього разу для позначення сучасного фанку («ритм») і соулу («блюз»), а також незліченних гібридів між ними. Пов'язано це з тим, що в сучасних умовах складно провести чітку межу між швидкою («фанк») і повільною («соул») складовими ритм-енд-блюзу. Практично не існує виконавців, які спеціалізуються виключно на соулі або на фанку. У репертуарі провідних виконавців можна знайти композиції в обох стилях, а також ті, які ілюструють градації і синтез між ними.

## Ключові записи класичного соула
- Hit the Road Jack (Рей Чарльз, 1961)
- Bring It On Home to Me (Сем Кук, 1962)
- A Change Is Gonna Come (Сем Кук, 1963)
- My Girl (The Temptations, 1964)
- I Put a Spell on You (Ніна Симон, 1965)
- You've Lost That Lovin' Feelin' (The Righteous Brothers, 1965)
- It's a Man's, Man's, Man's World (Джеймс Браун, 1966)
- When a Man Loves a Woman (Персі Следж, 1966)
- River Deep - Mountain High (Тіна Тернер, 1966)
- I Heard It Through the Grapevine (Марвін Гей, 1967)
- I Never Loved a Man the Way I Love You (Арета Франклін, 1967)
- Respect (Арета Франклін, 1967)
- (Sittin' on) the Dock of the Bay (Отіс Реддінг, 1968)
- Chain of Fools (Арета Франклін, 1968)
- My Cherie Amour (Стіві Уандер, 1969)
- The Tears of a Clown (Смокі Робінсон, 1970)
- War (Едвин Старр, 1970)
- What's Going On (Марвін Гей, 1971)
- Tupelo Honey (Ван Моррісон, 1971)
- The First Time Ever I Saw Your Face (Роберта Флек, 1972)
- Love and Happiness (Ел Грін, 1972)
- Living for the City (Стіві Уандер, 1973)